# Partiële functie

Partiële functie die geen totale functie is

Partiële functie die wel een totale functie is

In de wiskunde wordt een functie die op een deel van een verzameling {\displaystyle X} gedefinieerd is, een partiële functie op {\displaystyle X} genoemd. Een partiële functie is niet noodzakelijk voor alle elementen van  {\displaystyle X} gedefinieerd.
Zo is het omgekeerde {\displaystyle 1/x} van een getal {\displaystyle x} niet gedefinieerd  voor 0, dus niet voor alle gehele getallen, en daarom alleen een partiële functie op alle gehele getallen.

## Definitie
Een partiële functie {\displaystyle f} is een tweeplaatsige relatie tussen de verzamelingen {\displaystyle X} en {\displaystyle Y} die geen element van {\displaystyle X} in verband brengt met meer dan één element van {\displaystyle Y}. Er kunnen dus elementen in {\displaystyle X} zijn die door {\displaystyle f} niet aan een element van {\displaystyle Y} worden toegevoegd.
Om aan te geven dat {\displaystyle f} een partiële functie is, dus niet noodzakelijk op de hele verzameling {\displaystyle X} is gedefinieerd, wordt {\displaystyle f} genoteerd als:
{\displaystyle f\colon X\rightharpoonup Y}
of alternatief als
{\displaystyle f\colon X\rightsquigarrow Y}
{\displaystyle f\colon \subseteq X\to Y}
{\displaystyle f\colon X\to _{p}Y}
{\displaystyle f\colon X\rightarrowtail Y}
De deelverzameling {\displaystyle D\subseteq X} van elementen die in relatie staan met een element van {\displaystyle Y}, wordt het domein van {\displaystyle f} genoemd en de verzameling {\displaystyle Y} het codomein. De verzameling {\displaystyle X} wordt wel aangeduid als bron of bronverzameling en {\displaystyle Y} in dat verband als doel of doelverzameling. Als het domein {\displaystyle D} gelijk is aan {\displaystyle X}, zodat elk element van {\displaystyle X} wordt geassocieerd met precies één element uit het codomein, spreekt men eenvoudigweg van een functie of eventueel van een totale functie.

## Voorbeelden
- De partiële functie {\displaystyle g\colon \mathbb {Z} \rightsquigarrow \mathbb {Z} } op de gehele getallen gegeven door:

{\displaystyle g(n)={\sqrt {\ n\ }}}
{\displaystyle g} is niet voor alle gehele {\displaystyle n} gedefinieerd, maar alleen voor kwadraten.
- Zij {\displaystyle R} de verzameling van alle oneindige rijen in {\displaystyle \mathbb {R} } en {\displaystyle g\colon R\rightharpoonup \mathbb {R} } de tweeplaatsige relatie die aan een convergente rij de limiet toevoegt. {\displaystyle g} is een partiële functie op {\displaystyle R}, omdat niet alle oneindige rijen convergeren.

- Aftrekken {\displaystyle f(x,y)=x-y} is op de natuurlijke getallen alleen gedefinieerd voor {\displaystyle x\geq y}.